# Bipalium kewense
Bipalium kewense är en plattmaskart som beskrevs av Henry Nottidge Moseley 1878. Bipalium kewense ingår i släktet Bipalium och familjen Bipaliidae. Inga underarter finns listade i Catalogue of Life.

## Bildgalleri

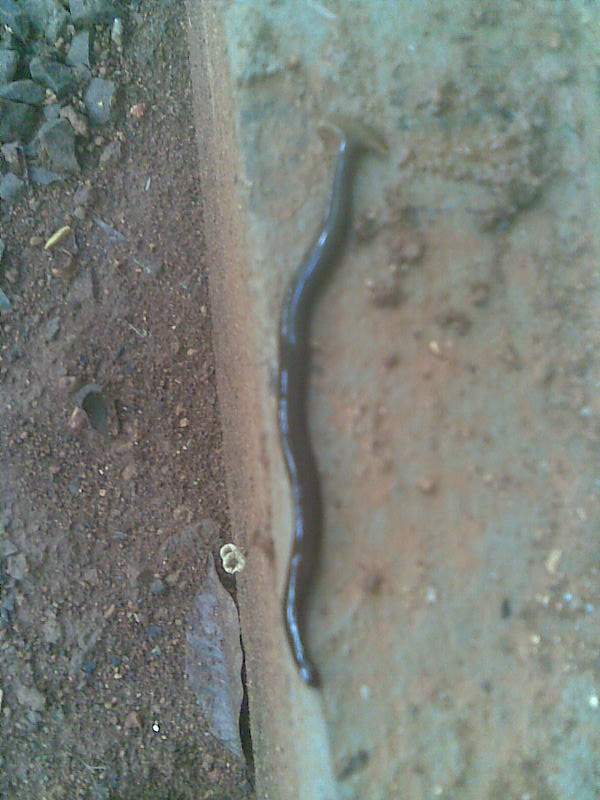
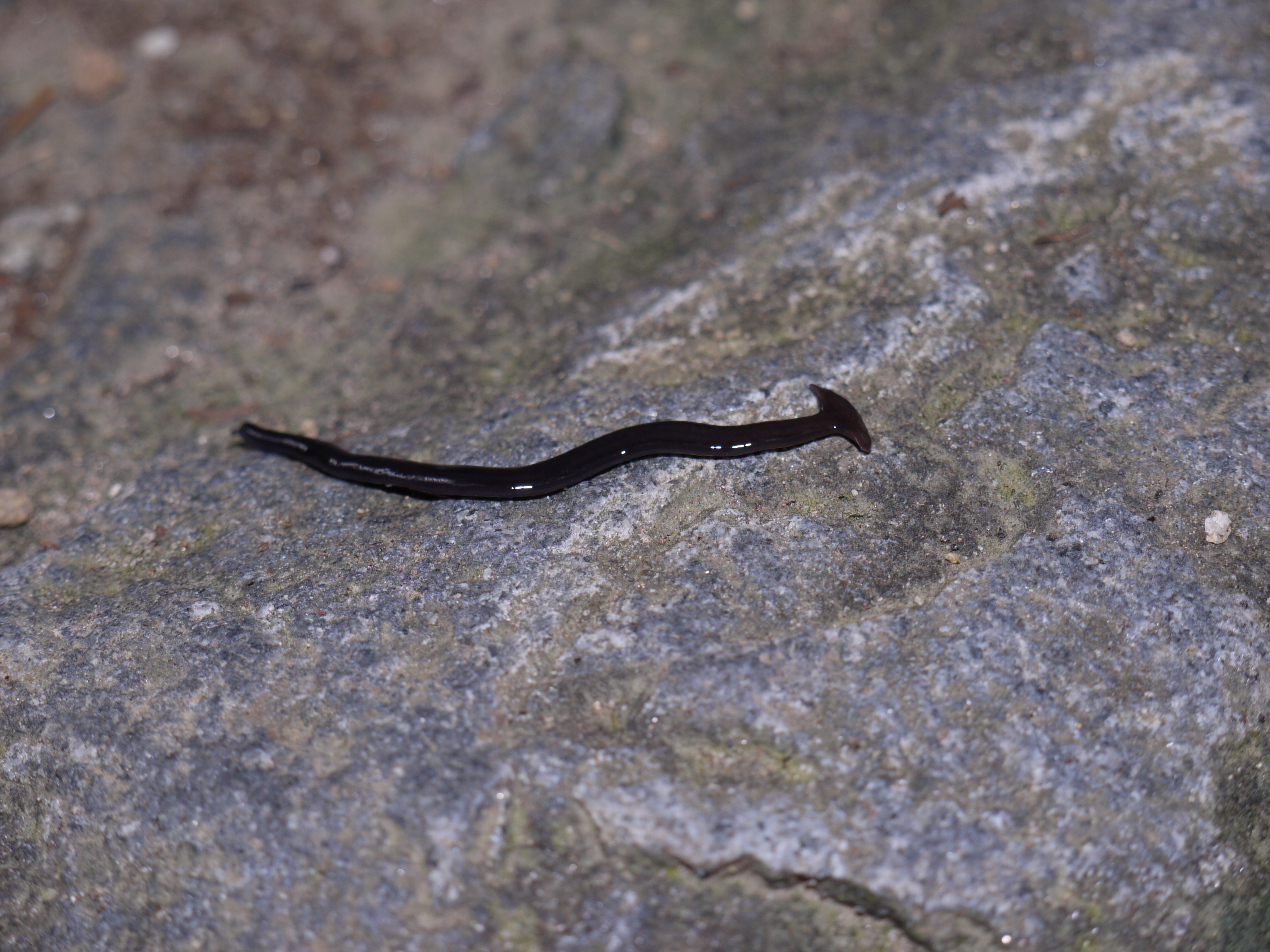
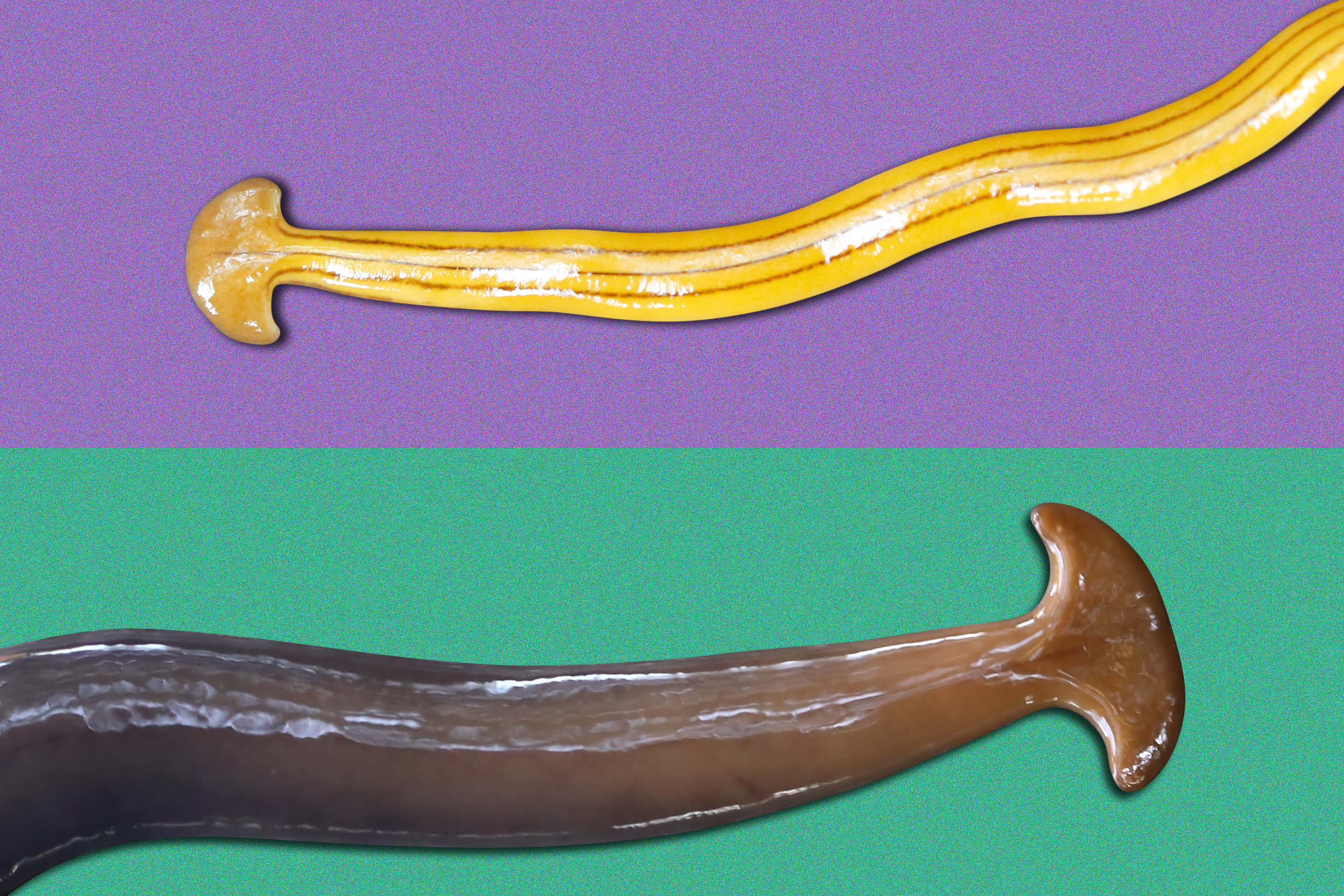
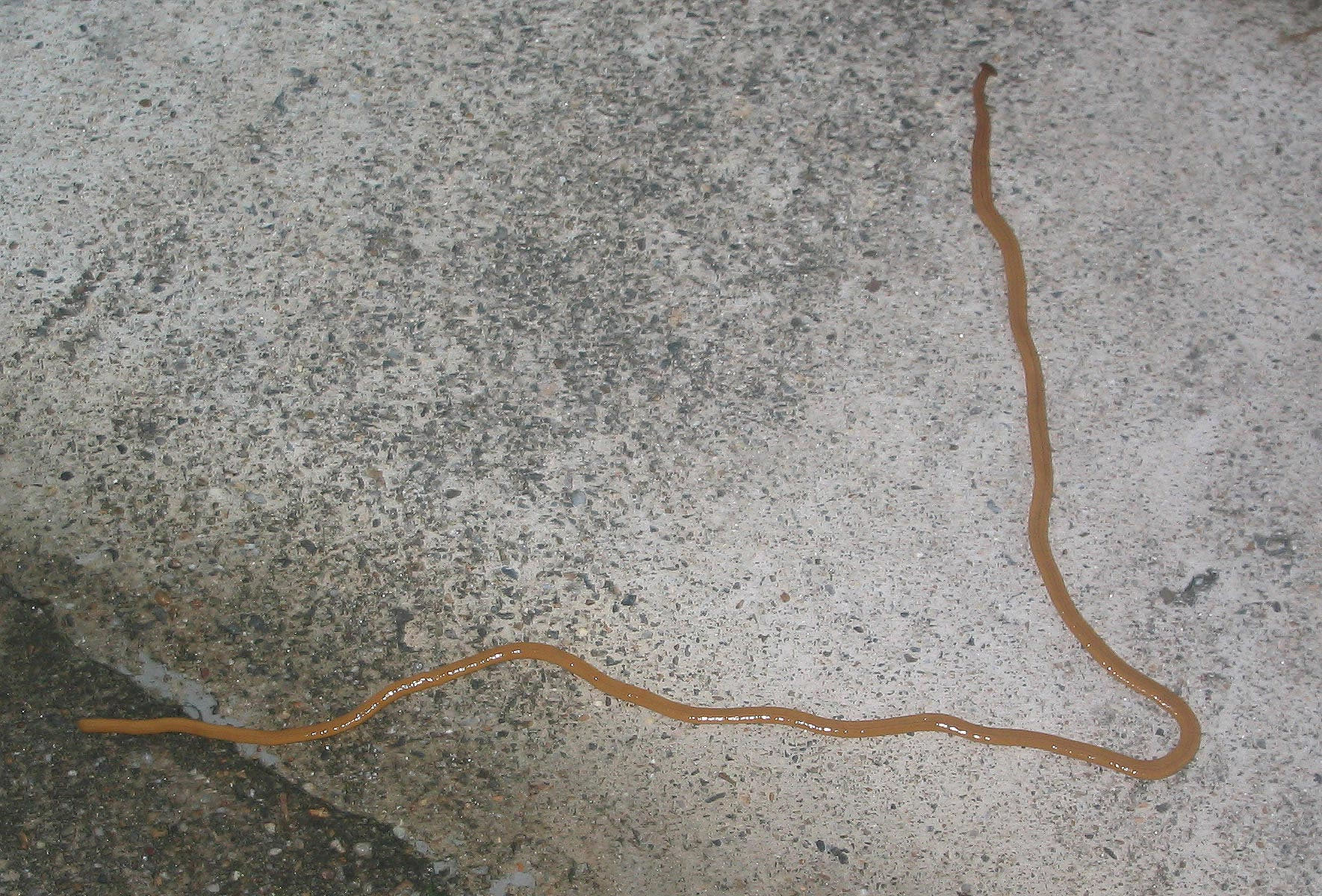